# Carrigaholt
Carrigaholt (en irlandès Carraig an Chabhaltaigh o "roca de la flota") és una vila d'Irlanda, al comtat de Clare, a la província de Munster. Es troba a la desembocadura del riu Moyarta, que desemboca a l'estuari del riu Shannon uns 15 km de la punta de la península Loop Head i a uns 10 km de la localitat turística de Kilkee, a la costa nord de la península.

## Economia
El poble compta amb un castell en ruïnes que muntava guàrdia sobre la boca del riu Shannon i el moll de pesca local. La pesca és encara el principal recurs del poble amb un petit nombre de vaixells que lliuren les seves captures a una empresa de processament local. Darrerament el poble s'ha beneficiat del turisme dels residents de Limerick, a uns 110 quilòmetres a l'est. El poble compta amb dos restaurants, un de menjar ràpid per emportar i 4 bars, alguns dels quals ofereixen entreteniment en viu, sobretot durant la temporada alta d'estiu. Hi ha un aparcament de caravanes a l'hotel. Una empresa local (Carrigaholt Dolphin Watch) ofereix excursions amb vaixell per observar dofins a la desembocadura del riu Shannon, la llar d'una de les beines més grans d'Europa. El Carrigaholt Sea Angling Centre ofereix paquets de pesca de fins a 8 pescadors amb un vaixell construït amb aquest propòsit.

## El castell de Carrigaholt
Fou construït al voltant de 1480 pels McMahon, caps de la Península de Corcabascin. Es troba al final d'un moll de pesca amb vista a l'estuari del Shannon i el port. Es troba en un bon estat de conservació i té una altura de cinc pisos.
El castell va ser ocupat per Teige Cáech "el miop" McMahon en set 1588 quan set vaixells de l'Armada espanyola ancoraren a Carrigaholt. Encara que els McMahon (que són descendents de Mathgamain mac Cennétig) rebutjaren l'ajuda el castell va ser assetjat sense èxit poc temps després per Sir Conyers Clifford (Governador de Connacht). L'any següent el renegat quart comte de Thomond (Donagh O'Brien) el va prendre després d'un setge de quatre dies, i violant els termes de la rendició, va penjar tots els defensors. La propietat passà al seu germà Donal O'Brien, qui va ser el responsable d'introduir moltes de les finestres del castell, així com la xemeneia en el cinquè pis, que porta la data de 1603. El net de Donal va ser el cèlebre tercer vescomte de Clare, qui residia a Carrigaholt i va créixer un regiment de cavallers coneguts com els "Dracs grocs" de les tropes del rei estuard Jaume II d'Anglaterra.

## Situació de l'irlandès
En la dècada del 1920 a la zona oriental d'Ennis que comprenia els llogarets de Doonbeg, Ennistymon, Carrigaholt i Lisdoonvarna, encara hi havia parlants d'irlandès i la zona fou declarada Gaeltacht. Actualment un comitè encoratja a desenvolupar xarxes entre els parlants d'irlandès per tal d'obtenir novament el reconeixement com a zona Gaeltacht.

## Personatges
- Eugene O'Curry, folklorista